# Xanthe Patera
La Xanthe Patera è una struttura geologica della superficie di Marte.